# Una gloria nacional
Una gloria nacional és una sèrie de televisió espanyola de 10 episodis dirigida per Jaime de Armiñán el 1993 i que fou protagonitzada per Paco Rabal, amb qui havia rodat la reeixida sèrie Juncal a TVE. Però tot i haver obtingut un guardó al festival Umbria TV, la seva estrena era prevista el maig de 1993, però hagué de retardar-se fins al setembre pel fet que havia d'amortitzar diverses pel·lícules espanyoles, patint el risc que la seva estrena coincidís amb la de Truhanes, emesa per Telecinco i protagonitzada pel mateix Paco Rabal. El rodatge dels 10 episodis va durar un any amb un pressupost de 800 milions de pessetes.

## Argument
Mostra l'intent d'una vella glòria del teatre, Mario Chacón, de retornar als escenaris per tal d'interpretar El alcalde de Zalamea. Per això compta amb l'ajut del seu representant, Francisco Torralba. Analía Gadé interpreta la seva exesposa.

## Repartiment
- Francisco Rabal - Mario Chacón
- Juan Luis Galiardo - Francisco Torralba
- Ovidi Montllor
- Mònica Randall
- Analía Gadé
- Rafael Alonso
- Fernando Guillén

## Guardons
Paco Rabal fou guardonat amb el Fotogramas de Plata 1993 al millor actor de televisió.